# Fellbach
Fellbach é uma cidade da Alemanha, no distrito de Rems-Murr, na região administrativa de Estugarda, estado de Baden-Württemberg, entre os rios Neckar e Remstal.